# Chris Lawrence
 Chris Lawrence  va ser un pilot de curses automobilístiques britànic que va arribar a disputar curses de Fórmula 1.
Va néixer el 27 de juliol del 1933 a Ealing, Londres, Anglaterra.

## A la F1
Chris Lawrence va debutar a la quarta cursa de la temporada 1966 (la dissetena temporada de la història) del campionat del món de la Fórmula 1, disputant el 16 de juliol del 1965 al circuit de Brands Hatch el GP de Gran Bretanya.
Va participar en dues proves puntuables pel campionat de la F1, disputades a la mateixa temporada (1966), aconseguint una onzena posició com a millor classificació en una cursa i no assolí cap punt pel campionat del món de pilots.

## Resultats a la Fórmula 1
| Any  | Equip            | Xassís | Motor   | 1   | 2   | 3   | 4      | 5   | 6       | 7   | 8   | 9   | Posició | Punts |
| ---- | ---------------- | ------ | ------- | --- | --- | --- | ------ | --- | ------- | --- | --- | --- | ------- | ----- |
| 1966 | J.A. Pearce Eng. | Cooper | Ferrari | MON | BEL | FRA | GBR 11 | HOL | ALE Ret | ITA | USA | MEX | -       | 0     |

### Resum
| Curses: | Victòries: | Pòdiums: | Poles: | Voltes ràpides: | Punts: |
| ------- | ---------- | -------- | ------ | --------------- | ------ |
| 2       | 0          | 0        | 0      | 0               | 0      |